# Liste der Monuments historiques in Montigny-sur-Armançon
Die Liste der Monuments historiques in Montigny-sur-Armançon führt die Monuments historiques in der französischen Gemeinde Montigny-sur-Armançon auf.

## Liste der Immobilien
| Bezeichnung      | Beschreibung           | Standort                   | Kennzeichnung | Schutzstatus | Datum | Bild           |
| ---------------- | ---------------------- | -------------------------- | ------------- | ------------ | ----- | -------------- |
| Wegekreuz        | Stein, 15. Jahrhundert | Rue Lavoignat (Lage)       | PA00112556    | Classé       | 1941  | weitere Bilder |
| Wegekreuz        | Stein, 16. Jahrhundert | Rue du Fourneau (Lage)     | PA00112555    | Classé       | 1922  |                |
| Kirche St-Martin | ab dem 11. Jahrhundert | 1 rue du Presbytère (Lage) | PA21000108    | Inscrit      | 2021  | weitere Bilder |

## Liste der Objekte
| Bezeichnung                   | Beschreibung                                | Standort                       | Kennzeichnung | Schutzstatus | Datum | Bild |
| ----------------------------- | ------------------------------------------- | ------------------------------ | ------------- | ------------ | ----- | ---- |
| Gemälde Anbetung der Hirten   | Ölfarbe auf Holz, 1614 von Claude Menassier | in der Kirche St-Martin (Lage) | PM21001555    | Classé       | 1931  |      |
| Skulptur Unterweisung Mariens | Stein, farbig gefasst, 18. Jahrhundert      | in der Kirche St-Martin (Lage) | PM21004841    | Inscrit      | 2009  |      |
| Skulptur Ecce homo            | Stein, farbig gefasst, 17. Jahrhundert      | in der Kirche St-Martin (Lage) | PM21004843    | Inscrit      | 2009  |      |
| Skulptur Madonna mit Kind     | Stein, farbig gefasst, 17. Jahrhundert      | in der Kirche St-Martin (Lage) | PM21004842    | Inscrit      | 2009  |      |